# 大寮紅豆文化節
大寮紅豆節，每年11月底至12月初於高雄市大寮區舉辦，時間10:00-17:00

## 承辦單位
大寮區公所

## 由來
大寮紅豆產量為高雄市之冠，佔全市百分之九十。鄉公所與鄉代表會特規劃「紅豆故鄉在大寮」的紅豆文化節活動（時任鄉長黃天煌），於2005年1月15日於永芳國小舉辦第一屆，後搬移至三隆公園舉辦。

## 搬遷
自2010年12月25日隨五都改制，改為高雄市大寮區區公所管理，原舉辦場地也由三隆公園搬至捷運橘線大寮站1號出口。

## 活動內容
才藝表演、紅豆創意舞蹈大賽、紅豆親子體驗活動等。

## 地址
地址：高雄市大寮區捷西路300號(捷運大寮站1號出口)

## 外部連結
- 大寮區公所
- 104年紅豆節
- 2024年大寮紅豆花田季(113年)